# André Willms
André Willms (n. 18 septembrie 1972, Magdeburg, RDG) este un canotor german, medaliat olimpic. A participat la 4 ediții ale Jocurilor Olimpice (1992, 1996, 2000, 2004) în care a câștigat două medalii de aur.